# Franz Greß
Franz Greß (* 1941 in Ulm) ist ein deutscher Politikwissenschaftler.
Greß studierte Politikwissenschaft, Germanistik und Philosophie an den Universitäten Tübingen und Frankfurt am Main. 1970 wurde er an der Philosophischen Fakultät der Johann Wolfgang Goethe-Universität Frankfurt am Main mit der Dissertation Germanistik und Politik. Kritische Beiträge zur Geschichte einer nationalen Wissenschaft zum Dr. phil. promoviert.
1972 wurde er Professor für politische Bildung am Fachbereich für Gesellschaftswissenschaften. 1979 war er Gründungsmitglied des Zentrums für Nordamerika-Forschung (ZENAF), dessen Geschäftsführung er mehrmals innehatte. Er war überdies Gastprofessor an der University of Southampton in Southampton (England) und dem Trenton State College (1991/92) in Trenton, New Jersey (USA).
Mehrere Beiträge wurden von ihm im Auftrag des Hessischen Landtags als Hessische Schriften zum Föderalismus und Landesparlamentarismus herausgegeben. Auch war er Mitherausgeber der Schriftenreihe Nordamerikastudien im Campus-Verlag.

## Schriften (Auswahl)
- Germanistik und Politik. Kritische Beiträge zur Geschichte einer nationalen Wissenschaft (= Problemata. [8]). Frommann-Holzboog, Stuttgart 1971, ISBN 3-7728-0328-8.
- mit Ronald Huth: Die Landesparlamente. Gesetzgebungsorgane in den deutschen Ländern (= Heidelberger Wegweiser: Wegweiser Parlament und Regierung). Hüthig, Heidelberg 1998, ISBN 3-7785-2332-5.
- mit Hans-Gerd Jaschke, Klaus Schönekäs: Neue Rechte und Rechtsextremismus in Europa. Bundesrepublik, Frankreich, Grossbritannien. Westdeutscher Verlag, Opladen 1990, ISBN 3-531-11890-0.
- mit Hans Vorländer (Hrsg.): Liberale Demokratie in Europa und den USA. Festschrift für Kurt L. Shell. Campus-Verlag, Frankfurt am Main u. a. 1990, ISBN 3-593-34389-4.
- mit Detlef Fechtner, Matthias Hannes: The American federal system. Federal balance in comparative perspective. Lang, Frankfurt am Main u. a. 1994, ISBN 3-631-47531-4.
- mit Jackson Janes (Hrsg.): Reforming governance. Lessons from the United States of America and the Federal Republic of Germany (= Nordamerikastudien. Bd. 14). Campus-Verlag, Frankfurt am Main u. a. 2001, ISBN 3-593-36742-4.